# Ruderzentrum Blasewitz
Das Ruderzentrum Blasewitz  (heute: Wassersportzentrum Blasewitz) ist ein von 1970 bis 1972 erstellter Schalenbau in Dresden-Blasewitz am Ufer der Elbe nach den Plänen des Bauingenieurs Ulrich Müther. Die charakteristische Dachfläche besteht aus vier hyperbolischen Paraboloidschalen, die innen nach unten gekippt wurden, um mehr Tageslicht im Gebäude zu erhalten. Nach einer Sanierung steht das Gebäude seit 2008 unter Denkmalschutz.
Weitere bekannte Bauwerke Müthers|hyperbolischen Paraboloidschalen sind das Ahornblatt in Berlin, das Café Seerose in Potsdam und der Teepott in Rostock.

## Konstruktion

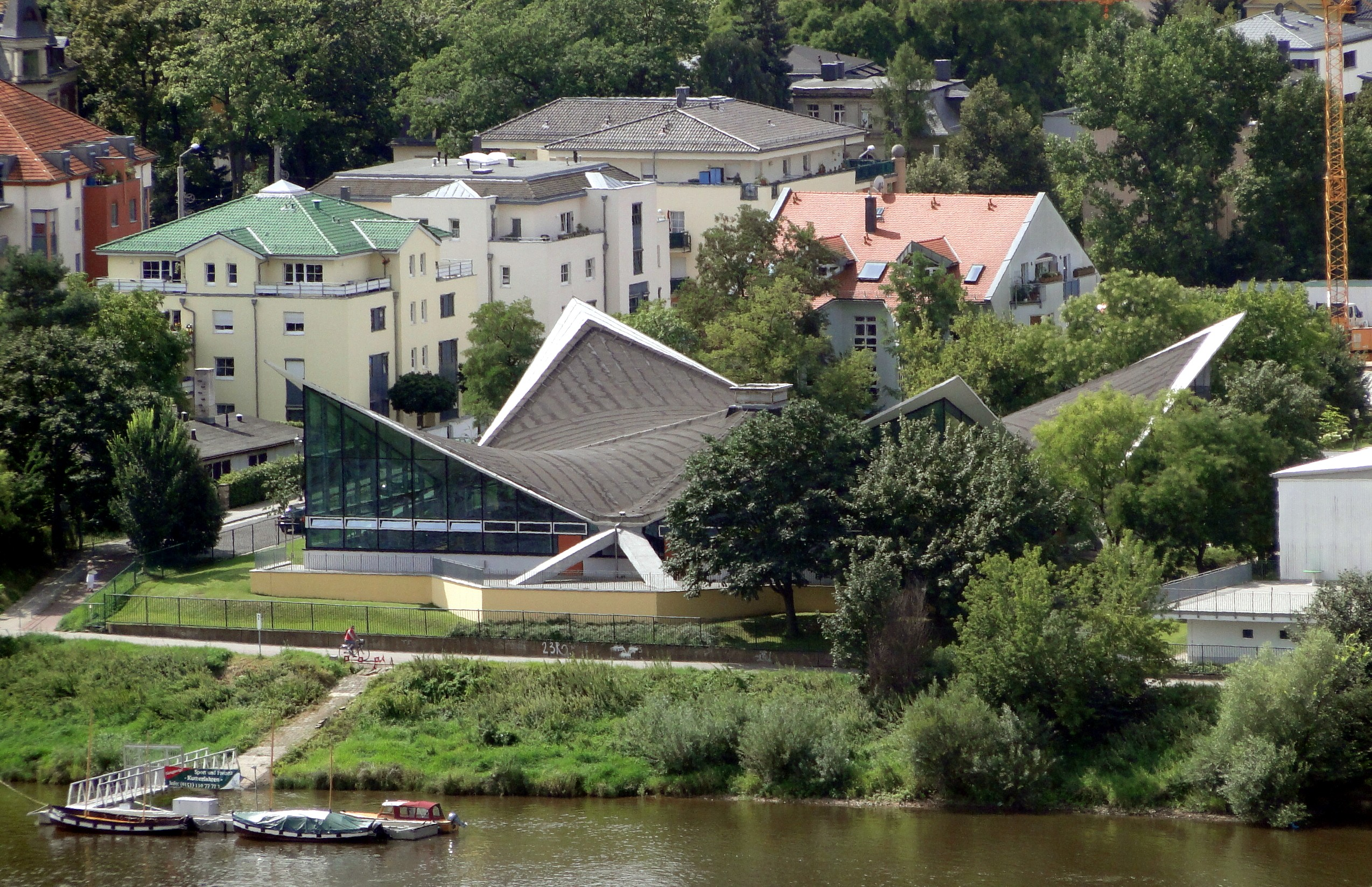
Ruderzentrum Blasewitz, rechts davon das Sozialgebäude, von der Schwebebahn Dresden aus gesehen

Der Gebäudeensemble des Dresdner Ruderzentrums wurde vom Architekturbüro Schönrock und Kollektiv ausgeführt. Ingo Schönrock war ein Studienkollege und Freund von Müther, der ihn mit der Bauausführung von einigen seiner Bauten betraut hatte. Der Komplex besteht aus dieser Sporthalle, Sozialgebäuden und einem Bootshaus am Elbufer. Die Sporthalle ist ein quadratischer Schalenbau mit einem Dachtragwerk aus Stahlseilen und einer nur 6 cm dicken Betondecke, das sich selbst trägt und aus vier hyperbolisch-paraboloiden Dachschalen (Hyparschalen) zusammengesetzt ist. Damit wird eine Fläche von 36 × 36 m überspannt.
Das Konstruktionsprinzip der Sporthalle in Dresden-Blasewitz beruht auf der Grundlage des einschaligen Restaurants Ostseeperle in Glowe auf Rügen. Demselben Bautyp mit vier Hyparschalen entsprechen die Mehrzweckhalle in Rostock-Lütten Klein, die Stadthalle Neubrandenburg und die Hyparschale Magdeburg mit jeweils verschiedenen Dachneigungen und -größen.

## Sanierung

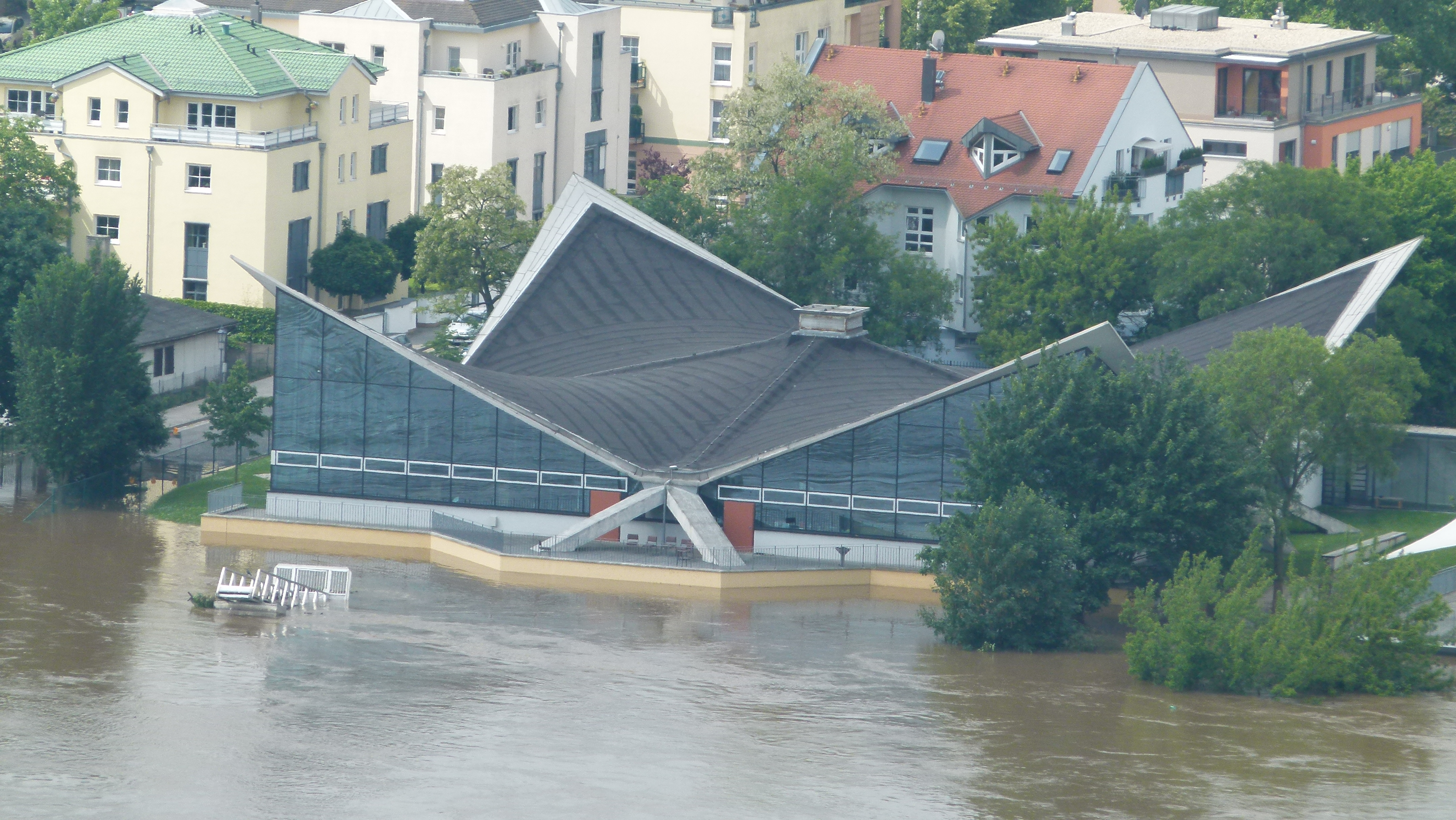
Ruderzentrum Blasewitz während des Hochwassers 2013 hinter einer Flutmauer

Das August-Hochwasser 2002 verursachte auch am Ruderzentrum Blasewitz Wasserschäden an den Fundamenten und am Sockelbereich. An den Sanierungskosten in Höhe von 1,2 Millionen Euro beteiligte sich mit 770.000 Euro der Aufbauhilfefonds-Hochwasser von Bund und Land, der Rest waren Eigenmittel der Landeshauptstadt. Nach einem Architekturwettbewerb wurde von 2002 bis 2006 das Bauwerk gemeinsam vom Ingenieurbüro Prof. Rühle, Jentzsch und Partner und dem Architekturbüro see architekten aus Dresden saniert.
Ursprünglich war die Stahl-Glas-Fassade mit dem Profilglas Copilit verkleidet und wurde während der Sanierung durch ein modernes Sonnenschutzglas in großformatigen und farbneutralen Fenstern ersetzt. Im Jahr 2008 stellte das Landesamt für Denkmalpflege Sachsen das Gebäude unter Denkmalschutz, „weil es besondere Eigenschaften besitzt, die es wertvoll für die Gemeinschaft macht.“
Eine Delegation der Magdeburger Gesellschaft für Wirtschaftsservice (GWM) besuchte im Juli 2011 das Ruderzentrum Blasewitz, um sich ein Bild über dessen Sanierung zu machen. Die Magdeburger Hyparschale ist vom gleichen Bautyp, jedoch mit Oberlichtern versehen, und liegt ebenfalls am Elbufer. Wegen fehlenden Benutzern und Investitionen drohte der Hyparschale der zunehmende Verfall.
Im Frühjahr 2018 wurde das undicht gewordene Dach mit einer vollständig neuen Isolierschicht versehen. Die Wärmedämmung erfolgt durch nicht-brennbare mineralische Steinwolldämmplatten mit 16 cm Dicke. Darüber wurden Kunststoffdachbahnen aus Polyisobutylen (PIB) aufgeschweißt, da sie sich bei Hitze weniger ausdehnen als andere Dachbahnen und viel länger halten.

## Nutzung

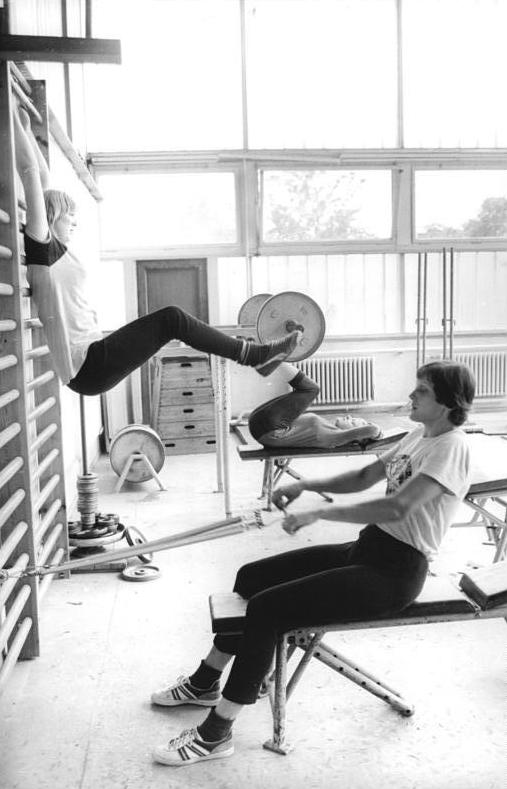
Trainingsalltag der Skuller-Weltmeisterin Christine Scheiblich im Ruderzentrum Blasewitz (1977)

Das Sportzentrum war ein Leistungszentrum für den Rudersport und wurde während der DDR nur von den Ruderern und Kanuten des SC Einheit Dresden genutzt. Das Gebäude enthielt damals vier Kanubecken, ein Achter-Rudersimulationsbecken, eine kleine Sporthalle sowie Krafträume und ein Sanitärtrakt mit Sauna.
Nach der Wende wurden weitere Sportclubs aufgenommen: der Kanu Club Dresden e. V., Boxring Dresden 1994 e. V., der Judoclub Arashi Dresden e. V., der Seesportclub „Hart am Wind“ e. V. und die Deutsche Lebens-Rettungs-Gesellschaft (DLRG).
Anstelle des Achter-Rudersimulationsbeckens entstand eine moderne Ballspielhalle. Sie ist von kleineren Kraft- und Trainingsräumen für die Kanuten, Boxer und Judokas umgeben. Im Wassersportzentrum trainieren 800 Sportler, darunter auch der frühere Juniorenweltmeister im Kanurennsport Martin Roßdeutscher. Weitere bekannte Kanuten sind die Dresdner Steffi Kriegerstein und Tom Liebscher.